# Château de Reichenstein (Riquewihr)
Pour les articles homonymes, voir Château de Reichenstein.
Le château de Reichenstein est un monument historique situé à Riquewihr, dans le département français du Haut-Rhin.

## Localisation
Ce bâtiment est situé au Herrenwald à Riquewihr.

## Historique
L'édifice fait l'objet d'une inscription au titre des monuments historiques depuis 1990.

## Architecture
Donjon pentagonal et ruine d'une enceinte.